# Phlegra fasciata
Espèce
Synonymes
- Aranea elegans Fabricius, 1793 nec Meyer, 1790
- Attus fasciatus Hahn, 1826
- Attus niger Sundevall, 1833
- Attus divisus Walckenaer, 1837
- Euophrys aprica C. L. Koch, 1846
- Attus subfasciatus Simon, 1868
- Attus luteofasciatus Simon, 1871
- Aelurops nobilis L. Koch, 1876
- Phlegra loripes Simon, 1876
- Phlegra delesserti Schenkel, 1918

Phlegra fasciata est une espèce d'araignées aranéomorphes de la famille des Salticidae.

## Distribution
Cette espèce se rencontre en écozone paléarctique. Elle se rencontre en Europe surtout en France, en Allemagne, en Autriche et dans le nord de l'Italie, avec quelques foyers en Europe du Nord et en Europe centrale, en Russie dont disséminée en certains points en Sibérie, au Caucase, en Turquie, en Iran, en Asie centrale, en Mongolie, en Chine, en Corée et au Japon.

## Description
Les mâles mesurent de 4,3 à 7,4 mm et les femelles de 5,3 à 7,6 mm

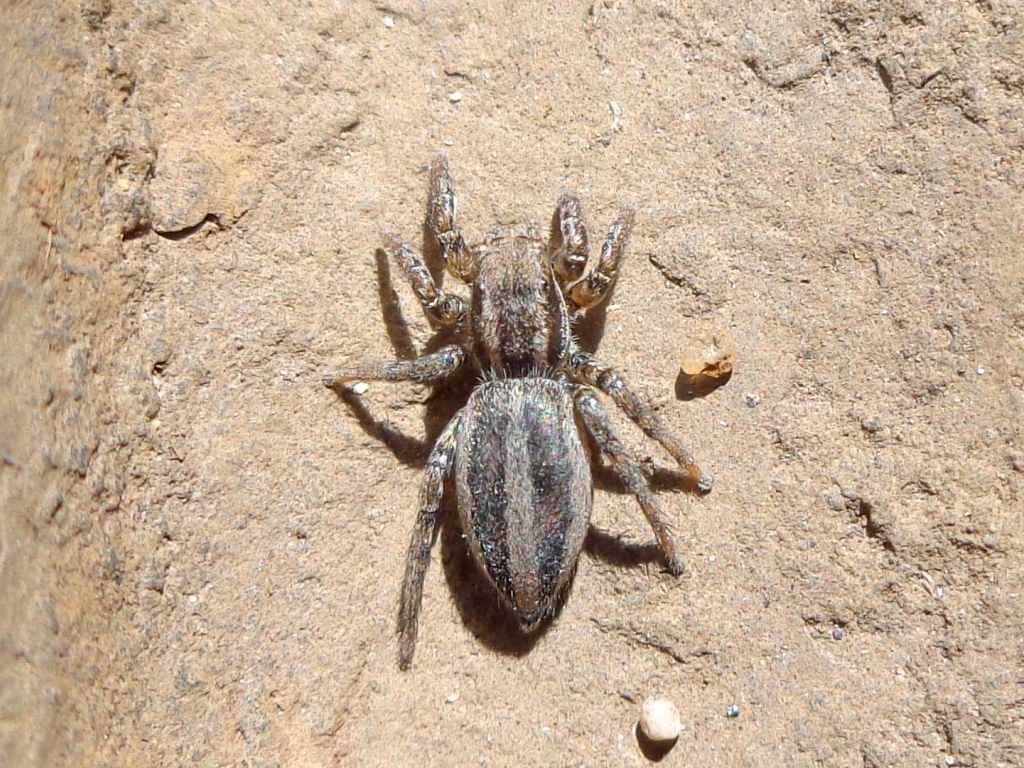
Phlegra fasciata

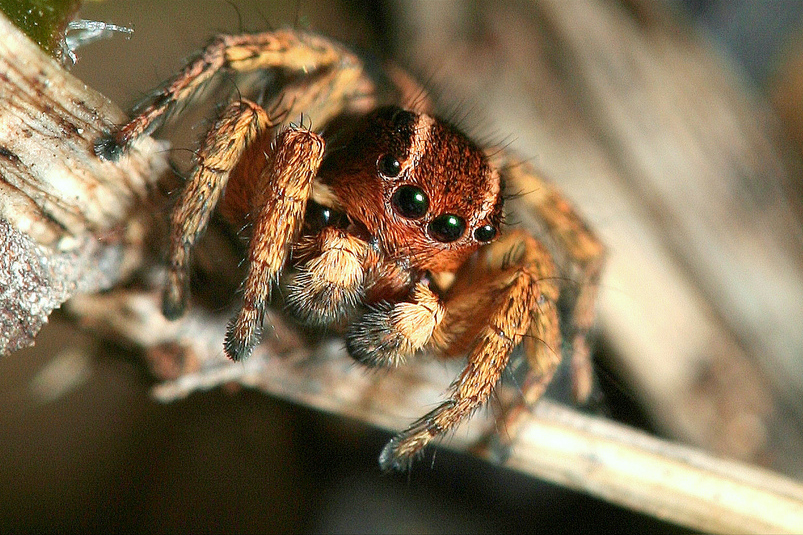
Phlegra fasciata

Cette petite araignée est de forme ramassée avec un céphalothorax bombé et puissant et un opisthosome renflé. Sa carapace est recouverte d'une pilosité dense; de couleur brune, elle est dessinée sur sa face supérieure de larges bandes blanches: deux bandes longitudinales sur le céphalothorax et une large bande médiane longitudinale avec deux bandes latérale sur l'opisthosoma. La femelle est plus grande et son opisthosome ovale est brun sans bandes blanches.

## Systématique et taxinomie
Cette espèce a été décrite sous le protonyme Attus fasciatus par Hahn en 1826. Elle est placée dans le genre Salticus par Hahn en 1832, dans le genre Parthenia par C. L. Koch en 1850 puis dans le genre Phlegra par Simon en 1876.
Attus subfasciatus a été placée en synonymie par Prószyński en 1971.
Aelurops nobilis et Phlegra delesserti ont été placées en synonymie par Hänggi en 1990.
Phlegra loripes a été placée en synonymie par Montardi, Bounias-Delacour, Courtial, Danflous, Déjean, Guerbaa, Jacquet, Lecigne, Montagne et Villepoux en 2023.

## Publication originale
- Hahn, 1826 : Monographie der Spinnen. Nürnberg, Heft 4, (texte intégral).